# Cinelândia

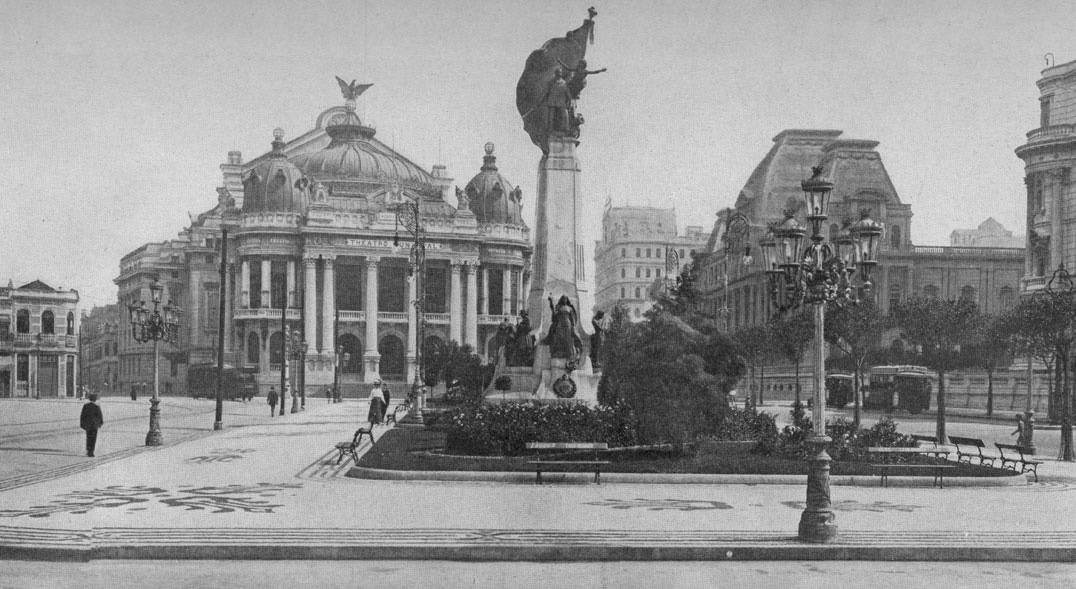
La Plaza Floriano Peixoto en 1919. El Monumento a Floriano Peixoto se localiza en primer plano. El Theatro Municipal se encuentra detrás a la izquierda.

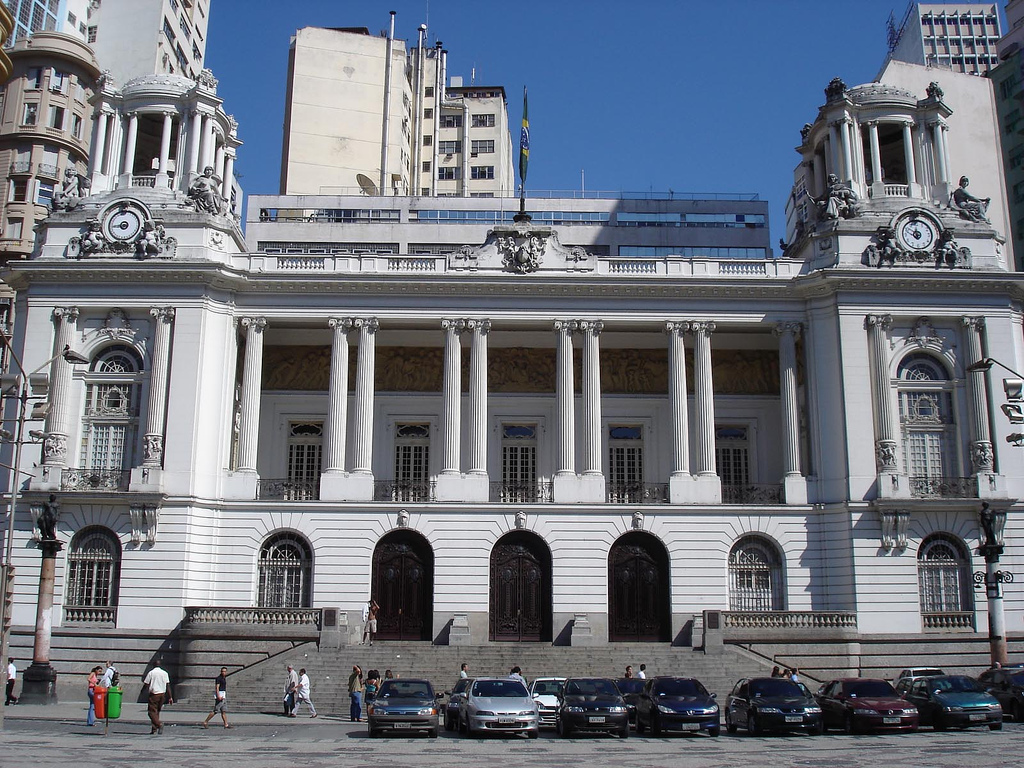
Palácio Pedro Ernesto, importante construcción de 1920, sede de la Cámara Municipal, se localiza en Cinelândia y es uno de los principales atractivos turísticos de la plaza.

Cinelândia es el nombre con el que se conoce popularmente a la zona en torno a la Plaza Floriano (Praça Floriano Peixoto en portugués), que es también el nombre oficial de la misma. Es la plaza pública más grande del Centro de Río de Janeiro, Brasil y fue nombrada en honor al segundo presidente de esa nación, Floriano Vieira Peixoto.

## Historia
Alrededor de los siglos XVI y XVII, la mayor construcción en esta zona de Río era el Convento da Ajuda (Convento de Ayuda), construido en 1750, no obstante la actual forma de la plaza se empezó a adoptar a partir del siglo XX, cuando el gobierno de Brasil consideró que la entonces capital de la nación, que era Río, necesitaba ser completamente reacondicionada.
A comienzos de 1904, el centro de la ciudad fue remodelada siguiendo las últimas tendencias de higiene y urbanización bajo la dirección del alcalde Pereira Passos. La pieza central de la reforma fue un extenso bulevar -la Avenida Central, hoy avenida Rio Branco-, la cual fue construida atravesando el antiguo centro histórico, pasando frente al Convento de Ayuda. Gran parte de las casas históricas fueron demolidas para dar paso a la modernidad de la plaza.
Durante las primeras décadas del siglo XX, una serie de edificios públicos monumentales fueron construidos en la plaza. De entre ellos se encuentran el Theatro Municipal, la Biblioteca Nacional de Brasil, el Ayuntamiento de Río de Janeiro (Palacio Pedro Monroe, demolido en la década de 1970) y la Escuela Nacional de Bellas Artes (Escola Nacional de Belas Artes) , hoy Museu Nacional de Belas Artes. La plaza concentra una gran parte de la vida política y cultural de Brasil. Los edificios en torno a la plaza poseen el estilo francés de Beaux-Arts, el cual fue un símbolo del modernismo en la ciudad.
En el centro de la plaza, un monumento al Mariscal Floriano Peixoto, el segundo presidente de Brasil, fue erigido en 1910. el monumento de bronce, diseñado por el escultor Eduardo Sá y emitido en Francia, contiene las representaciones de los momentos más importantes de la historia de Brasil. Otra estatua de bronce, inaugurada enfrente del Theatro Municipal, rinde homenaje a Carlos Gomes, el más famoso compositor brasileño del siglo XIX.

### Los cines
El Convento de Ayuda sobrevivió originalmente a la remodelación, pero fue finalmente demolido en 1911. En ese lugar, el empresario español Francisco Serrador construyó una serie de edificios que contenían los mejores cines de la ciudad. Es el motivo por el cual la plaza es conocida como Cinelândia (Cinelandia o Tierra de Cines) y entonces comenzó a popularizarse ese mote a partir de la década de 1930. Decenas de teatros, discotecas, bares se instalaron en la región, por lo que la zona se convirtió en un punto de referencia de diversión popular.

### Actualidad
En la actualidad la plaza ha sido sede de las manifestaciones políticas más importantes en la historia de Brasil y es además un sitio ideal para el activismo electoral de candidatos aspirantes a cargos públicos. La plaza se ha inclinado a ser una zona comercial más que de exhibir películas. En la actualidad solo operan los cines Odeon y Palacio.

## Localización
La Plaza Floriano tiene forma de un pequeño trapecio. Está delimitada por la Avenida Río Blanco y por las Rutas Araújo Porto Alegre, 13 de Maio y Evaristo da Veiga. También por algunas vecinas como Álvaro Alvim, Plaza Mahatma Gandhi y Ruta de Passeio. Las coordenadas son 22°54′39″S 43°10′32″O / -22.91083, -43.17556.